# Clare Burt
Clare Burt é uma atriz e cantora inglesa, mais conhecida por seu trabalho em palcos e sua aparição na série de televisão The Bill.

## Biografia
Quando criança, frequentou a Sylvia Young Theatre School.
Burt é membro da companhia National Theatre e participou em muitas produções, incluindo: London Road, The Miracle, e como Sra. Milcote em Coram Boy, produção de Helen Edmundson de 2006. Outras produções incluem: Vernon God Little, Closer Than Ever, Company, Into the Woods, Nine, Spread a Little Happiness, Gata em Teto de Zinco Quente, e Pal Joey.
Seus papeis para West End incluem Grizabella em Cats (New London Theatre), Rose Vibert em Aspects of Love (Prince of Wales Theatre), Celeste em Sunday in the Park with George (Royal National Theatre), Fosca em Passion (Bridewell) e dois novos musicais por Howard Goodall: The Hired Man (London Astoria) e Girlfriends (Playhouse Theatre).
Burt e seu parceiro Larry Lamb tem duas filhas.

## Filmografia
A filmografia de Burt inclui:
- Holby City (série de televisão, de 2004)
- The Bill (série de televisão, 1989-2005)
- O Milagre de Natal de Jonathan Toomey (filme, de 2007)
- Criminal Justice (mini-série de televisão, de 2008)
- Broken (2012)